# Aleidis van Schaarbeek

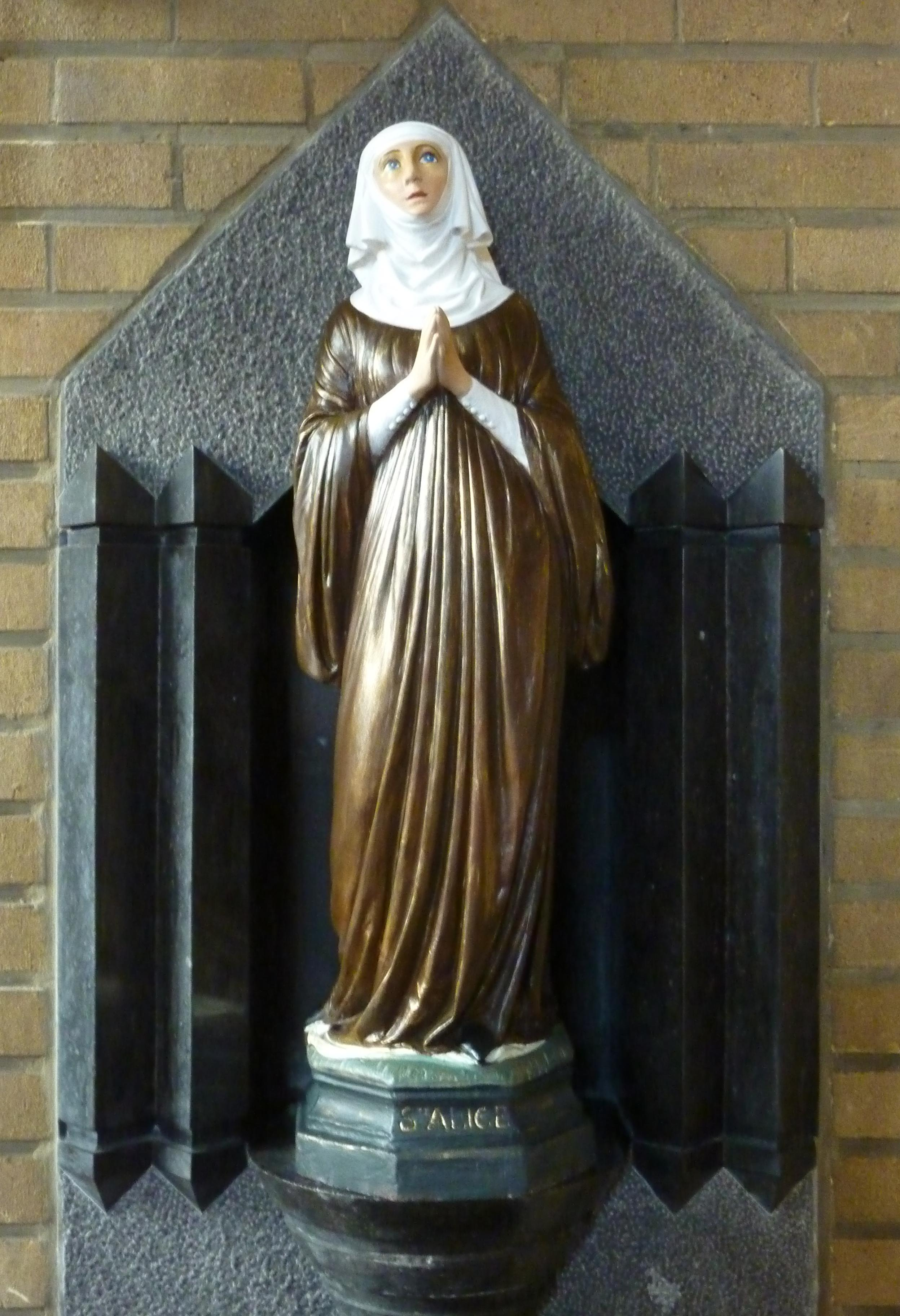
Beeld van Aleidis van Schaarbeek in de plaatselijke Sint-Aleydiskerk

Aleidis van Schaarbeek (Schaarbeek, omstreeks 1225 – Abdij Ter Kameren, juni 1250) was een vroegmiddeleeuwse kloosterlinge en mystica. Zij is de beschermheilige van de blinden en gehandicapten.

## Levensloop
Aleidis kwam uit een boerengezin en werd op zevenjarige leeftijd toevertrouwd aan de cisterciënzerinnenabdij Ter Kameren waar zij haar hele verdere leven zou verblijven. Onmiddellijk ontvouwde zij een grote belangstelling voor het religieuze leven en zij legde op jonge leeftijd de kloostergeloften af. Door gebed en meditatie trachtte zij tot een innige vereniging met God te komen.
Op twintigjarige leeftijd werd Aleidis getroffen door lepra waardoor zij haar verdere leven afgezonderd doorbracht in een cel in de kloostertuin. Haar lichaam takelde af en zij werd blind. Door dit isolement voelde zij zich verbonden met de lijdende Christus.
Aleidis stierf in juni 1250 waarop vrijwel onmiddellijk een volksverering voor haar ontstond.

## Heilige
In 1907 erkende paus Pius X haar officieel als heilige. Haar feestdag wordt gevierd op 11 juni (volgens de Martyrologium Romanum) en op 15 juni (in het aartsbisdom Mechelen-Brussel).
In Schaarbeek en Sint-Pieters-Woluwe zijn een kerk aan haar toegewijd, de Sint-Aleydiskerk (Schaarbeek) en de Sint-Aleidiskerk (Sint-Pieters-Woluwe).